# ハッピー・トゥゲザー (曲)
「ハッピー・トゥゲザー」 (Happy Together) は、タートルズが1967年に発表した楽曲。全米1位を記録。

## 概要
作詞作曲は、ザ・マジシャンズというバンドのメンバーだったゲイリー・ボナーとアラン・ゴードン。二人が作ったデモは多くのレコード会社で断られ、タートルズの元に届いたときにはアセテート盤はほとんど擦り切れていたという。
曲は嬰ヘ短調（F♯マイナー）で始まり、嬰ヘ長調（F♯）に転調する。
1967年1月、シングルとして発表された。B面は「Like the Seasons」。B面はボーンズ・ハウがプロデュースした。4月29日発売のアルバム『Happy Together』に収録された。
同年3月25日から4月8日にかけてビルボード・チャートで3週連続1位を記録した。イギリスでは12位、カナダでは1位を記録。1967年の年間チャートの8位を記録した。
『Heart Like a Wheel』（1983年）、『アーネスト キャンプに行く!』（1987年）、『キンダガートン・コップ』（1990年）、『ミュリエルの結婚』（1994年）、『シモーヌ』（2002年）、『ジョルジュ・バタイユ ママン』（2004年）、『四角い恋愛関係』（2005年）、『ザ・シンプソンズ MOVIE』（2007年）、『幸せになるための27のドレス』（2008年）、『TSUNAMI -ツナミ-』（2009年）、『ラビリンス 抜け出せないふたり』（2013年）、『名探偵ピカチュウ』（2019年）ほか多数の映画で使用された。

## カバー

### ジェイソン・ドノヴァン
ジェイソン・ドノヴァンによるカバー・バージョンは1991年に発表されたドノヴァンのベスト・アルバム『グレイテスト・ヒッツ』の為にレコーディングされ、アルバムからの2枚目のシングルとしてリリースされた。

### その他
- ザ・マザーズ・オブ・インヴェンション（MOI）- タートルズのリード・ヴォーカリストだったハワード・カイランとマーク・ボルマンが解散後に加入したMOIのライブアルバム"Fillmore East – June 1971"（1971年）に収録。
- ダニー・チョン（Danny Chung） - ウォン・カーウァイ監督の香港映画『ブエノスアイレス』（原題：春光乍洩）に使用。同映画の英題が"Happy Together"であるのは、エンディングにこのカバーが流れるためである[5]。